# 三棱攀蜥
三棱攀蜥（学名：Japalura tricarinata）也称三棱龙蜥，一种分布于亚洲喜马拉雅山脉地区的蜥蜴，隶属于飞蜥科攀蜥属。本种由英国动物学家愛德華·布萊思于1853年描述发表。
1977年，中国学者将采集于中国西藏与尼泊尔交界的聂拉木县樟木镇一具雌性蜥蜴标本鉴定为喜山攀蜥（Japalura kumaonensis），2018年经鉴定实际为三棱攀蜥，取消了喜山攀蜥在中国的分布记录。
本种原称“三棱龙蜥”。2018年王剀等将原来广义的龙蜥属（Japalura sensu lato）拆分为四个属－ Japalura 、 Diploderma、 Cristidorsa 和 Pseudocalotes，并将 Japalura 的中文属名改为“攀蜥属”，而将“龙蜥属”指代 Diploderma。故本种更名为“三棱攀蜥”。2020年后，部分中国学者建议将 Japalura 的中文名恢复为《中国动物志》中的“龙蜥属”，而将 Diploderma 的中文属名改名为“攀蜥屬”。然而在王剀等主编的《中国两栖、爬行动物分类变动汇总》中未接受该建议，仍将 Japalura 称为“攀蜥属”。